# درینکا پینتا میلکا دی

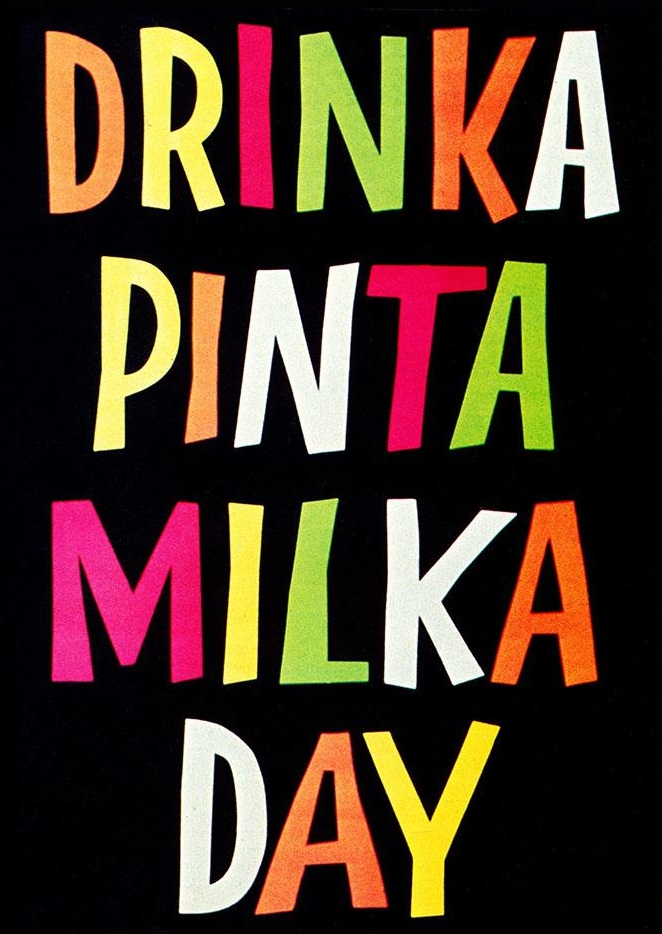
شعار همان‌طور که در پوستر ۱۹۵۹ نوشته شده بود.

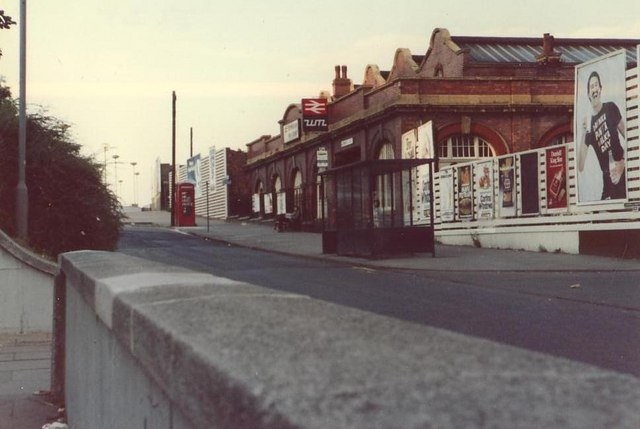
تبلیغات در خیابان مور بیرمنگام، ۱۹۷۹

«درینکا پینتا میلکا دی» به‌معنی «روزی یک پیمانه شیر بنوش» (به انگلیسی: Drinka pinta milka day) یک شعار تبلیغاتی موثر بود که توسط شورای بازاریابی شیر بریتانیا و شورای لبنیات ایجاد شد. این شعار در سال ۱۹۵۸ توسط برتراند وایتهد (Bertrand Whitehead) ابداع شد و هدف آن مقابله با کاهش فروش شیر پس از افزایش قیمت‌ها در پی حذف یارانه‌های دولتی شیر در سال ۱۹۵۶ بود. این شعار برای اولین‌بار در سال ۱۹۵۹ بر روی پوسترها ظاهر شد و تا اواخر دهه ۱۹۷۰ مورد استفاده قرار گرفت.

## شکل‌گیری
مصرف شیر در بریتانیا به دلیل افزایش قیمت‌ها پس از حذف یارانه‌های دولتی در سال ۱۹۵۶ کاهش یافته بود. شعار «درینکا پینتا میلکا دی» برای مقابله با این کاهش فروش طراحی شد. اولین پوسترهای حاوی این عبارت در آوریل ۱۹۵۹ ظاهر شدند. این شعار در تابلوهای تبلیغاتی، حمل و نقل عمومی و پنجره‌های فروشگاه‌ها استفاده شد و به سرعت محبوب شد.

## نتایج
شیر تا پایان دهه ۱۹۶۰ به یکی از ده محصول پرتبلیغ تبدیل شد. حدود یک میلیون پوند در سال صرف تبلیغات شیر شد و شعار تا اواخر دهه ۱۹۷۰ مورد استفاده قرار گرفت. در سال ۱۹۶۷، این شعار به عنوان معروف‌ترین شعار تبلیغاتی بریتانیا در ۳۰ سال گذشته توصیف شد و از آن زمان به عنوان یکی از موفق‌ترین شعارهای تبلیغاتی شناخته شده است.
این شعار به عنوان یکی از موفق‌ترین و ماندگارترین شعارهای تبلیغاتی در تاریخ بریتانیا شناخته می‌شود. شعار منجر به محبوبیت واژه «پینتا» برای توصیف یک پیمانه (۰.۵۷ لیتر) شیر شد. با این حال، تأثیر آن بر میزان مصرف شیر به اندازه انتظارات نبود.
در مجموع، شعار «درینکا پینتا میلکا دی» نه تنها در تبلیغات شیر در بریتانیا نقش مهمی ایفا کرد، بلکه در فرهنگ عامه و زبان نیز تأثیر گذاشت.